# Ciego de Ávila
Ciego de Ávila es una ciudad y municipio del centro de Cuba, cuya población en 2015 ascendía 152 383 habitantes. Fundada en 1840, antiguamente pertenecía a la provincia de Camagüey, aunque en la actualidad es la capital de la provincia homónima. Está situada en la parte central de la isla, limitando al oeste con Sancti Spíritus, al este con Camagüey, al sur con el mar Caribe y al norte con el océano Atlántico. El gentilicio de la ciudad es «avileño».

## Historia
En los principios del siglo XVI, cuando los españoles llegaron a Cuba, habitaban grupos de aborígenes de diferentes culturas en la región de Ciego de Ávila. Los principales asentamientos de los españoles fueron fundados a la costa norte de la provincia alrededor de los Buchillones y Cunagua.
En el proceso de colonización los españoles mercedaron varios hatos y corrales, entre estos el de Morón en 1543 y el de Ciego de Ávila en 1577, donde después se fundaron los poblados de esos nombres. La ganadería y agricultura fueron las mayores fuentes de ingresos hasta mediados del siglo XIX, en que se inició el desarrollo azucarero.
La población de Ciego de Ávila fue fundada en 1840 y entonces tenía 263 habitantes. En 1877 se creó el municipio y dejó de depender de la ciudad de Morón.
El 8 de noviembre de 1868 en la finca Las Piedras, los avileños se levantaron en armas contra el régimen colonial español. El 6 de enero de 1875, el general Máximo Gómez cruzó la Trocha de Júcaro a Morón y dio comienzo a la Campaña de Las Villas. Atacó a los poblados de Ciego de Ávila, Morón y varias fortificaciones españolas. La primera guerra contra la dominación colonial de España no fue victoriosa para los cubanos y empezó en Cuba el periodo de Tregua Fecunda (1880-1895).
Muchas de las antiguas edificaciones del siglo xix en Ciego de Ávila (como el Teatro Principal) se construyeron con el patrocinio de Ángela Hernández, viuda de Jiménez, una dama acaudalada que se esforzó en hacer de su ciudad un centro cultural.
La Revolución de 1895 se inició en estas tierras el 21 de abril en Jagüeycito. El 29 de noviembre Antonio Maceo cruzó la Trocha de Júcaro a Morón con el contingente de orientales y el 30 de noviembre, unidos a camagüeyanos y villareños, formaron definitivamente el Ejército Libertador en Lázaro López; el general en jefe Máximo Gómez arengó a las tropas a combatir sin perder un día. En 1897, el general Gómez desarrolló, en gran parte del suelo avileño, la estratégica Campaña de La Reforma.
En la etapa neocolonial se intensificó la penetración del capital extranjero, sobre todo norteamericano, apoderándose de las mejores posesiones. Los ferrocarriles convirtieron la región en un emporio azucarero. Surgió un fuerte movimiento obrero encabezado por Enrique Varona González.
La lucha contra la dictadura de Fulgencio Batista halló un terreno fértil en Ciego de Ávila. El movimiento revolucionario tuvo una activa participación en las luchas, como la huelga azucarera de 1955 y la del 9 de abril de 1958. Por aquí cruzaron las columnas invasoras comandadas por Ernesto Guevara y Camilo Cienfuegos y se crea un frente guerrillero en Florencia.
Después del triunfo de la Revolución cubana se producen cambios económicos, políticos y sociales. En los años 1963 y 1964 la presencia de Ernesto Guevara es significativa en el territorio en el proceso de mecanización de la industria azucarera. Han participado los avileños en la defensa del gobierno revolucionario castrista: La invasión de bahía de Cochinos, la rebelión del Escambray y las misiones internacionalistas son algunos ejemplos de ello. 

## Ciudad
Es una ciudad moderna, aunque en el casco histórico se pueden encontrar muchos rasgos de la arquitectura colonial típica de este tipo de ciudades.
La catedral de San Eugenio de la Palma, muy moderna y con una arquitectura ecléctica, tiene en su entrada la estatua de San Eugenio de la Palma, santo patrón de la ciudad. Dicha iglesia fue terminada en el año 1952. Otra joya de la arquitectura del casco histórico de la ciudad es el Teatro Principal, considerado uno de los mejores teatros de Cuba.
En el centro de la ciudad, se localiza el parque "José Martí", remodelado en 1995 y cuyos orígenes se remontan al siglo XIX donde en el mismo lugar se localizaba la Plaza "Alfonso III", con una glorieta en el centro donde la orquesta sinfónica municipal tocaba los domingos. Alrededor de dicho parque se localizan varios edificios que datan de la primera mitad del siglo XX, y a lo largo de la calle principal de la ciudad se localizan otros edificios antiguos también. Justamente, en el centro de la ciudad se levanta un edificio moderno, que rompe con toda la arquitectura colonial antigua, considerado como un error de planificación.
En los últimos años el casco histórico de la ciudad se encontró en fase de remodelación y se han creado disímiles construcciones para el bienestar y disfrute los habitantes, entre ellos destacan:
- El Bulevar
- El Parque de la CiudadSe considera la laguna la Turbina y parque de la ciudad como la zona turística más grande del municipio.
- El Parque Máximo Gómez
- Remodelación del Hospital General Docente "Doctor Luaces Iraola"
- Remodelación y ampliación del Parque Zoológico.
- Remodelación y reapertura del Hotel Rueda.

## Geografía e Hidrografía
Ciego de Ávila es una Ciudad mayormente plana. Pero en ciertos lugares suele haber elevaciones. La más destacada es el Barrio la Guajira con la Loma los Barrenos. 
Su Hidrográfica empieza con dos cuerpos de agua muy conocidos. Estos son la Laguna la Turbina y la Laguna la Playita. Este primer es artificial y también  forma parte del Parque de la Ciudad. Está conformado por dos fluidos de agua, estos son Arroyo Machaca y el Río los Negros. La laguna la Turbina está formada por manantiales formados en una antigua cantera.

### Arroyo Machaca (11,1 km)
El Arroyo machaca es un Arroyo, nace en el Barrio Camilitos y termina en una zona sin descubrir totalmente boscosa y también intermitente. Este arroyo muy pequeño se extiende en varios kilómetros además que este también libra espacio por dos cañadas en Reparto Ortiz y un Reparto sin nombre en construcción.

### Río los Negros (36,2 km)
Los Negros nace cerca de Ciro Redondo y Desemboca en Júcaro, este Río de 36 km recorre desde Ciego de Ávila, justo en esta ciudad donde contribuye a un Embalse conocido como la playita y Cañadas en el sector sur de la Ciudad

### Laguna la Turbina 0,08 km²
Esta laguna es totalmente un parque, es una de las lagunas más profundas de Cuba Además de su historia.

## Cultura
La Casa de Cultura José Inda Hernández se encuentra situada en la ciudad cubana de Ciego de Ávila, en la calle Independencia. Es una institución perteneciente al Consejo Nacional de Casas de Cultura (CPCC), la cual desarrolla procesos de creación artística y literaria con el pueblo y desde las comunidades, todo esto apoyado en el trabajo de los instructores de arte y los promotores culturales. Su actual directora es Maribel Rodríguez González. También se apoya en estos resultados artísticos para realizar actividades para el disfrute del público.
El periódico de Ciego de Ávila dedica una amplia sección al trabajo de la cultura en el territorio.

### Consejos Populares
El municipio de Ciego de Ávila consiste de nueve consejos populares. Dichos consejos populares consisten en múltiples repartos. Los Consejos Populares del municipio de Ciego de Ávila son:
- Onelio Hernández Taño
- Roberto Rivas Fraga
- Indalecio Montejo
- Centro del pueblo
- Ángel Alfredo Pérez Rivero
- Alfredo Gutiérrez Lugones
- Pedro Martínez Brito
- Ceballos
- Jicotea
- Vicente

## Demografía
En 2010 la población de la ciudad ascendía a 104 850 habitantes. En 2012 se contabilizaron un total de 146 832 habitantes en el municipio, 127 367 en un entorno urbano y 19 465 en el medio rural. En 2015 la población creció a un total de 152 383 habitantes en el municipio, 128 378 en un entorno urbano y 23 510 en el medio rural.

### Clima
Ciego de Ávila tiene un clima tropical de sabana (clasificación Köppen)
| Parámetros climáticos promedio de Ciego de Ávila | Parámetros climáticos promedio de Ciego de Ávila | Parámetros climáticos promedio de Ciego de Ávila | Parámetros climáticos promedio de Ciego de Ávila | Parámetros climáticos promedio de Ciego de Ávila | Parámetros climáticos promedio de Ciego de Ávila | Parámetros climáticos promedio de Ciego de Ávila | Parámetros climáticos promedio de Ciego de Ávila | Parámetros climáticos promedio de Ciego de Ávila | Parámetros climáticos promedio de Ciego de Ávila | Parámetros climáticos promedio de Ciego de Ávila | Parámetros climáticos promedio de Ciego de Ávila | Parámetros climáticos promedio de Ciego de Ávila | Parámetros climáticos promedio de Ciego de Ávila |
| Mes                                              | Ene.                                             | Feb.                                             | Mar.                                             | Abr.                                             | May.                                             | Jun.                                             | Jul.                                             | Ago.                                             | Sep.                                             | Oct.                                             | Nov.                                             | Dic.                                             | Anual                                            |
| ------------------------------------------------ | ------------------------------------------------ | ------------------------------------------------ | ------------------------------------------------ | ------------------------------------------------ | ------------------------------------------------ | ------------------------------------------------ | ------------------------------------------------ | ------------------------------------------------ | ------------------------------------------------ | ------------------------------------------------ | ------------------------------------------------ | ------------------------------------------------ | ------------------------------------------------ |
| Temp. máx. media (°C)                            | 28.2                                             | 28.6                                             | 30.4                                             | 31.9                                             | 32.2                                             | 32.2                                             | 33.5                                             | 33.6                                             | 32.7                                             | 31.3                                             | 29.6                                             | 28.4                                             | 31.1                                             |
| Temp. media (°C)                                 | 22.4                                             | 22.5                                             | 24.1                                             | 25.6                                             | 26.5                                             | 27.2                                             | 28.0                                             | 28.2                                             | 27.4                                             | 26.3                                             | 24.5                                             | 22.7                                             | 25.5                                             |
| Temp. mín. media (°C)                            | 16.6                                             | 16.4                                             | 17.9                                             | 19.3                                             | 20.9                                             | 22.4                                             | 22.6                                             | 22.8                                             | 22.2                                             | 21.3                                             | 19.5                                             | 17.5                                             | 20                                               |
| Precipitación total (mm)                         | 25                                               | 28                                               | 31                                               | 62                                               | 169                                              | 190                                              | 169                                              | 180                                              | 204                                              | 194                                              | 47                                               | 17                                               | 1316                                             |
| Días de precipitaciones (≥ 1 mm)                 | 2                                                | 2                                                | 4                                                | 5                                                | 10                                               | 13                                               | 11                                               | 13                                               | 16                                               | 13                                               | 5                                                | 3                                                | 97                                               |
| Horas de sol                                     | 7                                                | 8                                                | 9                                                | 10                                               | 10                                               | 10                                               | 11                                               | 10                                               | 9                                                | 8                                                | 7                                                | 7                                                | 106                                              |
| Humedad relativa (%)                             | 69                                               | 66                                               | 64                                               | 64                                               | 69                                               | 76                                               | 72                                               | 73                                               | 78                                               | 79                                               | 73                                               | 72                                               | 71.3                                             |
| Fuente: CLIMATE-DATA.ORG                         |                                                  |                                                  |                                                  |                                                  |                                                  |                                                  |                                                  |                                                  |                                                  |                                                  |                                                  |                                                  |                                                  |

## Deportes
- El estadio de béisbol José Ramón Cepero, construido entre 1961 y 1964, cuenta con una capacidad de 12 000 personas. Es el estadio del equipo de Ciego de Ávila.[8]